# Zoller-Gletscher
Der Zoller-Gletscher ist ein Gletscher im ostantarktischen Viktorialand. Er fließt an der Ostflanke der Cathedral Rocks zwischen dem Emmanuel-Gletscher und dem Darkowski-Gletscher in nördlicher Richtung zum Ferrar-Gletscher.
Teilnehmer der britischen Terra-Nova-Expedition (1910–1913) kartierten ihn. Das Advisory Committee on Antarctic Names benannte ihn 1964 nach Leutnant John Edward Zoller Jr. (1919–1989) von der United States Navy, methodistischer Geistlicher der Überwinterungsmannschaft auf der Station Little America V im Jahr 1957.